# Strada europea E263
La strada europea E263 è una strada europea che collega Tallinn a Luhamaa. Come si evince dalla numerazione, si tratta di una strada di classe B posta nell'area delimitata a nord dalla E20, a sud dalla E30, ad ovest dalla E65 e ad est dalla E75.

## Percorso
La E263 è definita con i seguenti capisaldi di itinerario: "Tallinn - Tartu - Luhamaa".